# Combat de Tin-Hama (2012)
Pour les articles homonymes, voir Combat de Tin-Hama.
Guerre du Mali
Batailles
Le combat de Tin-Hama se déroule lors de la rébellion touarègue de 2012. Le 25 mars 2012, un convoi de la milice Ganda Izo tombe dans une embuscade tendue par le MNLA.

## Déroulement
Le 25 mars 2012, alors que la ville d'Ansongo est menacée par les rebelles, la milice Ganda Iso est chargée d'effectuer une mission de reconnaissance avec l'armée. Par sa connaissance du terrain, les miliciens sont placés à l'avant-garde avec 13 véhicules. Mais, arrivés près d’une mare, à 5 kilomètres de Tin-Hama et à 45 kilomètres d'Ansongo, les miliciens tombent dans une embuscade tendue par les Indépendantistes conduits par le lieutenant M’Bareck de la Garde Nationale avec 46 véhicules lourdement équipés.
Les deux camps revendiquent la victoire, le MNLA affirme que le convoi a été détruit tandis que les miliciens de Ganda Izo déclarent que les Rebelles ont eu des pertes supérieures.

## Bilan
Le mouvement Ganda Izo déclare que ses pertes sont de six morts, dont Amadou Seydou Diallo, chef du mouvement, ainsi que son chauffeur Mamadou N’Dio Diarra, Mamadou Hamada Maïga, Mahamane Touré, Mohamed Dicko et Abdoul Karim Alhousseyni Touré, ainsi que cinq blessés dont deux grièvement,. 
Les Maliens estiment les pertes rebelles à 18 morts, cependant une mission de reconnaissance conduite par Alhousseyni Sali Barazi Touré aurait constaté l’existence de 21 tombes, côté rebelles.
Dans son communiqué, rédigé par Bakaye Ag Hamed Ahmed, le MNLA déclare que 16 soldats maliens sont tués, dont le chef de la milice Amadou Diallo, un autre est fait prisonnier et deux véhicules pleins de munitions sont capturés. Les Indépendantistes affirment également qu'aucun Islamiste n'a combattu avec eux.